# Triaspis fumosa
Triaspis fumosa är en stekelart som beskrevs av Papp 1984. Triaspis fumosa ingår i släktet Triaspis och familjen bracksteklar. Inga underarter finns listade i Catalogue of Life.